# Wien-Robinson-Brücke

Brückenschaltung

Eine Wien-Robinson-Brücke ist eine nach Max Wien benannte Brückenschaltung, bei der ein Brückenzweig durch einen Bandpass, der andere durch einen 2:1 Spannungsteiler gebildet ist.

## Filter

Ausgangsspannung und Phase als Funktion der Frequenz

Die Wechselspannung wird immer unsymmetrisch zugeführt, ausgewertet wird die Differenzspannung Out1 – Out2, die bei der Frequenz
{\displaystyle f={\frac {1}{2\pi \cdot R\cdot C}}}
ein Minimum zeigt. Voraussetzung ist, dass die beiden Widerstände und Kondensatoren im Bandpass gleich gewählt werden. Dort findet auch ein Phasensprung von −90° nach +90° statt. Daher kann die Wien-Robinson-Brücke zusammen mit einem Operationsverstärker als Sperrfilter eingesetzt werden. Da keine Spulen benötigt werden, ist der Filter auch für Tonfrequenzen und darunter einsetzbar.
Im Bild sind zwei Frequenzgänge gezeigt: die trennscharfe Kurve (schwarz) für ideale Bauteile, die flache Kurve (blau), wenn R1 um 5 % erhöht ist: Schon kleine Toleranzen verschlechtern den Gütefaktor der Brückenschaltung in der Umgebung des Phasensprunges und verschieben die Frequenz.

## Oszillator

Wien-Robinson-Oszillator

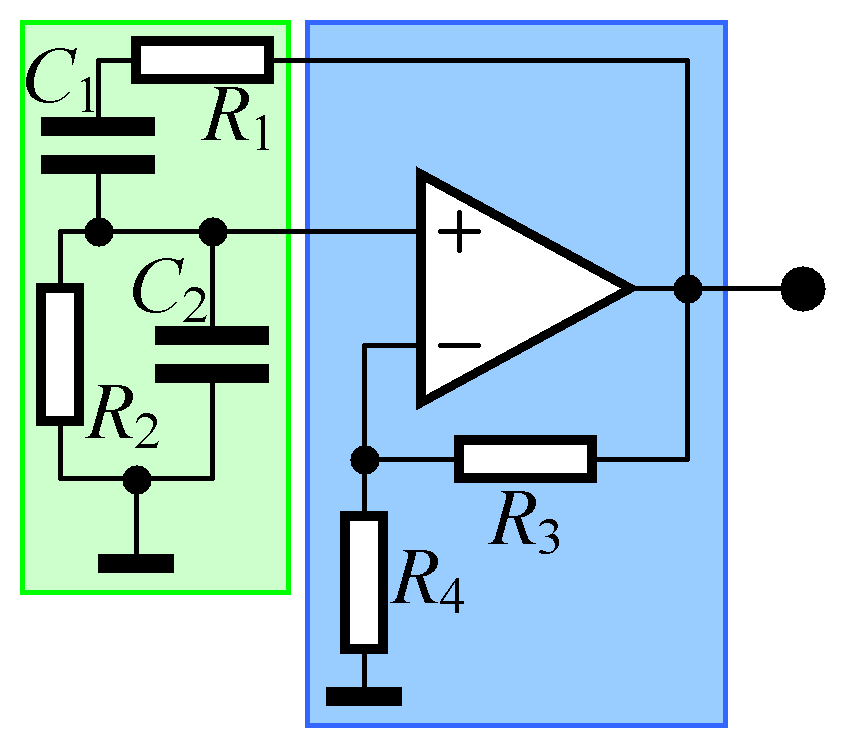
Vereinfachte Schaltung

Im  Wien-Robinson-Oszillator, auch als RC-Generator und Laborgerät (Tongenerator) bekannt, wird eine Wien-Robinson-Brücke in einer Oszillatorschaltung als frequenzbestimmendes Glied eingesetzt. Wenn die Phasenverschiebung des Wien-Robinson-Gliedes bei einer gewissen Frequenz verschwindet und der Verstärker auch 0° Phasenverschiebung erzeugt, ist ein Stabilitätskriterium von Barkhausen erfüllt. Weil das Ausgangssignal in jedem Zweig der Wien-Robinson-Brücke nur 1/3 der Eingangsspannung beträgt, muss der Verstärker auch noch den Verstärkungsfaktor 3 haben.
Genau betrachtet ist dann aber die Brücken-Diagonalspannung null und der Operationsverstärker liefert kein Signal. Deshalb muss die Brücke leicht verstimmt werden.

### Amplitudenregelung
Die hier abgebildete vereinfachte Schaltung hat folgenden Nachteil:
- Ist die Verstärkung des Operationsverstärkers kleiner als 3, beginnen keine Schwingungen.
- Ist die Verstärkung größer als drei, steigt die Amplitude der erzeugten Wechselspannung immer weiter an, bis der Operationsverstärker an seine Grenzen stößt. Durch die resultierende harte Begrenzung der Amplitude verläuft dann die Ausgangsspannung nicht mehr sinusförmig.

Deshalb wird eine Amplitudenregelung benötigt, um die Verstärkung zu reduzieren, sobald die Amplitude einen gewissen Wert überschreitet. Nur dann kann ein annähernd sinusförmiges Signal mit geringem Klirrfaktor erzeugt werden.
Die Amplitudenregelung kann im einfachsten Fall durch zwei antiparallel geschaltete Dioden D1 und D2 erfolgen. Der Widerstand R3 ist etwas größer als R4, so dass die Verstärkung etwas größer als 3 ist und die Schaltung anschwingt. Wenn die Spannung an R3 etwa 0,5 V erreicht, beginnt Strom durch die Dioden zu fließen; damit wird R3 scheinbar kleiner bzw. die Verstärkung herabgesetzt, bis die Schwingung gerade soeben aufrechterhalten wird. Mit den angegebenen Bauteilen ist die Frequenz 159 Hertz.
Weil der differentielle Widerstand der Dioden spannungsabhängig ist, ist der Klirrfaktor immer noch erheblich. Durch bessere Stellglieder wie Fotowiderstand und Sperrschicht-Feldeffekttransistor (jeweils mit der Ausgangsspannung gesteuert) lassen sich – bei erhöhtem Schaltungsaufwand – extrem geringe Werte bis zu 0,0003 % erreichen.
Eine beliebte Methode ist die Nutzung des Kaltleiterverhaltens des Wolframfadens einer Glühlampe, welche bei Erwärmung (durch steigende Amplitudenwerte) die Gegenkopplung des Verstärkers erhöht.
Für einen Sinusgenerator mit einstellbarer Frequenz wird für R1 und R2 ein Stereopotentiometer oder bei kleinen Kapazitäten ein Doppel-Drehkondensator eingesetzt.

## Historisches
Die Brückenschaltung wurde 1891 von Max Wien erfunden. Die Amplitudenregelung mit einer Glühlampe ist Ergebnis der Masterarbeit von William Hewlett an der Stanford University im Jahr 1939. Als Verstärker in der Oszillatorschaltung verwendete er zwei Elektronenröhren. Bereits in seiner Patentschrift vom 11. Juli 1939 nutzte er zur Amplitudenregelung  das Kaltleiterverhalten einer Wolframglühlampe, die als Kathodenwiderstand für eine der beiden Trioden diente. Solche Kaltleiter wurden auch später bei vielen Labor-Tongeneratoren bis in die 1980er Jahre zur Amplitudenregelung angewandt.
Um seine Erfindung zu vermarkten, gründete William Hewlett zusammen mit David Packard die Firma Hewlett-Packard, deren erstes Erzeugnis der Wien bridge oscillator HP200A war. Sein Lehrer Frederick Terman sagte später, dass dieser Oszillator das Fundament für die Firma Hewlett-Packard gewesen sei.